# Au droit de l'étang d'Hourtin-Carcans
Au droit de l'étang d'Hourtin-Carcans este o arie protejată (arie de protecție specială avifaunistică — SPA) din Franța întinsă pe o suprafață de 50.716 ha, integral marine.

## Localizare
Centrul sitului Au droit de l'étang d'Hourtin-Carcans este situat la coordonatele 45°07′12″N 1°20′02″W / 45.12°N 1.33389°V.

## Înființare
Situl Au droit de l'étang d'Hourtin-Carcans a fost declarat arie de protecție specială avifaunistică în baza directivei 79/409 din 1979 referitoare la conservarea păsărilor sălbatice pentru a proteja 8 specii de animale.

## Biodiversitate
Situată în ecoregiunea atlantică, aria protejată nu include niciun habitat protejat.
La baza desemnării sitului se află mai multe specii protejate de  păsări (8): alca (Alca torda), Catharacta skua, pescăruș negricios (Larus fuscus), Larus marinus, rață neagră (Melanitta nigra), sula bassana (Morus bassanus), Puffinus puffinus mauretanicus, Uria aalge.